# Elmer Drew Merrill
Elmer Drew Merrill (Maine, 15 de outubro de 1876 — Forest Hills, Massachusetts, 25 de fevereiro de 1956) foi um médico e botânico norte-americano.
Se graduou e foi professor honorário da Universidade do Maine. Produziu uma coleção com cerca de um milhão de espécies e publicou 500 tratados botânicos. Foi um dos taxonomistas mais importantes do mundo.
Trabalhou como botânico para o Departamento de Agricultura nas Filipinas, de 1902 a 1923. Estudou especialmente a flora da Ásia, Filipinas e no Pacífico.
Foi eleito membro da Academia Nacional de Ciências dos Estados Unidos (1923); presidente da Botanical Society of America (1934) e da American Society of Plant Taxonomists (1946). Professor das  Universidades da Califórnia (1923-1929), Columbia (1930-1935) e Harvard (1935 em diante).